# Bus-Saint-Rémy
Bus-Saint-Rémy és un municipi francès situat al departament de l'Eure i a la regió de Normandia. L'any 2007 tenia 283 habitants.

## Demografia

### Població
El 2007 la població de fet de Bus-Saint-Rémy era de 283 persones. Hi havia 103 famílies, de les quals 16 eren unipersonals (16 homes vivint sols), 32 parelles sense fills, 47 parelles amb fills i 8 famílies monoparentals amb fills.
La població ha evolucionat segons el següent gràfic:
Habitants censats

### Habitatges
El 2007 hi havia 149 habitatges, 107 eren l'habitatge principal de la família, 41 eren segones residències i 1 estava desocupat. Tots els 149 habitatges eren cases. Dels 107 habitatges principals, 99 estaven ocupats pels seus propietaris, 3 estaven llogats i ocupats pels llogaters i 5 estaven cedits a títol gratuït; 8 tenien dues cambres, 14 en tenien tres, 25 en tenien quatre i 60 en tenien cinc o més. 86 habitatges disposaven pel capbaix d'una plaça de pàrquing. A 44 habitatges hi havia un automòbil i a 57 n'hi havia dos o més.

### Piràmide de població
La piràmide de població per edats i sexe el 2009 era:
| Homes | Edats   | Dones |
| ----- | ------- | ----- |
| 0     | 95 o +  | 0     |
| 4     | 90 a 94 | 4     |
| 0     | 85 a 89 | 4     |
| 0     | 80 a 84 | 8     |
| 0     | 75 a 79 | 4     |
| 8     | 70 a 74 | 0     |
| 4     | 65 a 69 | 8     |
| 8     | 60 a 64 | 4     |
| 12    | 55 a 59 | 8     |
| 32    | 50 a 54 | 8     |
| 8     | 45 a 49 | 24    |
| 8     | 40 a 44 | 16    |
| 4     | 35 a 39 | 0     |
| 12    | 30 a 34 | 4     |
| 12    | 25 a 29 | 16    |
| 12    | 20 a 24 | 0     |
| 12    | 15 a 19 | 4     |
| 20    | 10 a 14 | 4     |
| 4     | 5 a 9   | 4     |
| 8     | 0 a 4   | 4     |

## Economia
El 2007 la població en edat de treballar era de 193 persones, 136 eren actives i 57 eren inactives. De les 136 persones actives 126 estaven ocupades (75 homes i 51 dones) i 10 estaven aturades (5 homes i 5 dones). De les 57 persones inactives 16 estaven jubilades, 15 estaven estudiant i 26 estaven classificades com a «altres inactius».

### Ingressos
El 2009 a Bus-Saint-Rémy hi havia 123 unitats fiscals que integraven 331 persones, la mediana anual d'ingressos fiscals per persona era de 22.424 €.

### Activitats econòmiques
Dels 9 establiments que hi havia el 2007, 1 era d'una empresa de construcció, 2 d'empreses de comerç i reparació d'automòbils, 1 d'una empresa de transport, 1 d'una empresa d'informació i comunicació, 2 d'empreses de serveis i 2 d'empreses classificades com a «altres activitats de serveis».
L'únic servei als particulars que hi havia el 2009 era un electricista.
L'únic establiment comercial que hi havia el 2009 era una floristeria.
L'any 2000 a Bus-Saint-Rémy hi havia 9 explotacions agrícoles que ocupaven un total de 924 hectàrees.

## Equipaments sanitaris i escolars
El 2009 hi havia una escola elemental integrada dins d'un grup escolar amb les comunes properes formant una escola dispersa.

## Poblacions més properes
El següent diagrama mostra les poblacions més properes.